# Lijst van afleveringen van Barry
Dit is een lijst van afleveringen van de Amerikaanse tragikomische misdaadserie Barry. De serie ging op 25 maart 2018 in première en kwam ten einde op 28 mei 2023, na vier seizoenen en 32 afleveringen.

## Overzicht
| Seizoen | Seizoen | Aantal afleveringen | Begindatum    | Einddatum    | Netwerk |
| ------- | ------- | ------------------- | ------------- | ------------ | ------- |
| 0       | 1       | 8                   | 25 maart 2018 | 13 mei 2018  | HBO     |
|         | 2       | 8                   | 31 maart 2019 | 19 mei 2019  | HBO     |
|         | 3       | 8                   | 24 april 2022 | 12 juni 2022 | HBO     |
|         | 4       | 8                   | 16 april 2023 | 28 mei 2023  | HBO     |

## Afleveringen

### Seizoen 1 (2018)
| Nr. in serie | Nr. in seizoen | Titel                                                      | Regie        | Scenario              | Uitzenddatum  |
| 1            | 1              | "Chapter One: Make Your Mark"                              | Bill Hader   | Alec Berg, Bill Hader | 25 maart 2018 |
| 2            | 2              | "Chapter Two: Use It"                                      | Bill Hader   | Alec Berg, Bill Hader | 1 april 2018  |
| 3            | 3              | "Chapter Three: Make the Unsafe Choice"                    | Bill Hader   | Duffy Boudreau        | 8 april 2018  |
| 4            | 4              | "Chapter Four: Commit...To You"                            | Maggie Carey | Sarah Solemani        | 15 april 2018 |
| 5            | 5              | "Chapter Five: Do Your Job"                                | Hiro Murai   | Ben Smith             | 22 april 2018 |
| 6            | 6              | "Chapter Six: Listen With Your Ears, React With Your Face" | Hiro Murai   | Emily Heller          | 29 april 2018 |
| 7            | 7              | "Chapter Seven: Loud, Fast, and Keep Going"                | Alec Berg    | Liz Sarnoff           | 6 mei 2018    |
| 8            | 8              | "Chapter Eight: Know Your Truth"                           | Alec Berg    | Alec Berg, Bill Hader | 13 mei 2018   |

### Seizoen 2 (2019)
| Nr. in serie | Nr. in seizoen | Titel                                    | Regie        | Scenario              | Uitzenddatum  |
| 9            | 1              | "The Show Must Go On, Probably?"         | Hiro Murai   | Alec Berg, Bill Hader | 31 maart 2019 |
| 10           | 2              | "The Power of No"                        | Hiro Murai   | Taofik Kolade         | 7 april 2019  |
| 11           | 3              | "Past = Present x Future Over Yesterday" | Minkie Spiro | Jason Kim             | 14 april 2019 |
| 12           | 4              | "What?!"                                 | Liza Johnson | Duffy Boudreau        | 21 april 2019 |
| 13           | 5              | "ronny/lily"                             | Bill Hader   | Alec Berg, Bill Hader | 28 april 2019 |
| 14           | 6              | "The Truth Has a Ring to It"             | Alec Berg    | Emily Heller          | 5 mei 2019    |
| 15           | 7              | "The Audition"                           | Alec Berg    | Liz Sarnoff           | 12 mei 2019   |
| 16           | 8              | "berkman > block"                        | Bill Hader   | Alec Berg, Bill Hader | 19 mei 2019   |